# 我们美丽的祖国
《我们美丽的祖国》由晓丹作曲、张名河作词，是一首颂扬中华人民共和国及其劳动者的儿童歌曲。
歌曲创作于1979年初，词曲作者当时是辽宁省音协《音乐生活》编辑部的同事。此旋律原是晓丹为姐姐任教的一所瀋陽的小学所谱，系《小学生礼仪规范》的曲子。因𣇈丹对其十分喜爱，试图进行改写。恰词作者张名河有创作的愿望，于是不到两天完成填词，成就了《我们美丽的祖国》。歌曲采用一问一答的形式，辅之以“啦啦啦”的衬词，轻松自然。歌曲经沈阳广播电台少儿合唱团演绎后，1981年获得文化部首届少儿征歌评比优秀奖，进而入选教材、歌本、音像制品材，在少年儿童间传唱开来，被誉为20世纪中国少儿歌曲经典。

## 相关链接
- 我爱北京天安门
- 我们的田野